# Gustav Wentzel
Nils Gustav Wentzel (Christiania, 7 ottobre 1859 – Lillehammer, 10 febbraio 1927) è stato un pittore norvegese.
Artista di impostazione post-impressionista ma assai vicino al naturalismo, fu famoso per le scene rurali e quelle domestiche, sempre molto attento ai più piccoli particolari.

## Biografia
Nils Gustav Wentzel nacque nella capitale della Norvegia (che in quegli anni portava il nome di Christiania sino al 1924, quando fu rinominata Oslo), da una famiglia di vetrai di Boemia che vi si era trasferita nel 1750. Compì i suoi primi studi alla Scuola d'arte fondata da Knud Bergslien e alla Scuola reale di Christiania. Dal 1879 al 1881 fu poi allievo dello stesso Knud Bergslien, che lo iniziò alla pittura en plein air.
 
Lo stesso anno si recò a Parigi e seguì un breve corso all'Académie Julian con William-Adolphe Bouguereau. Ripeté questa esperienza nel 1884 fermandosi a Parigi più tempo. Nel 1888 fu di nuovo a Parigi, ma preferì iscriversi per un anno all'Académie Colarossi, dove fu allievo di Léon Bonnat e di Alfred Roll. La sua prima mostra fu comunque antecedente all'esperienza parigina: Wentzel esibì i suoi lavori nell'autunno del 1879 nella libreria di Albert Cammermeyer.

Wentzel espose sempre in Norvegia, in particolare alla "National Gallery of Norway". Fra le sue opere più importanti citiamo I fiskernaustet del 1881, Frokost del 1882, e Dans i Setesdal del 1887.
Durante il periodo parigino dei suoi studi, presso l'Accademia Colarossi, Wentzel dipinse principalmente degli interni e delle figure. I suoi soggetti preferiti erano delle scene di vita della borghesia cittadina, nonché gli artigiani nelle loro botteghe e gli atelier degli artisti. Le sue prime pitture (come La colazione I del 1882) si notano per la resa meticolosa dei particolari, caratteristica che non aveva riscontro nel naturalismo norvegese. 

In quegli anni Wentzel subì progressivamente l’influenza della pittura francese a lui contemporanea, ma con il tocco del tutto personale di una sottile, minuziosa riproduzione degli effetti che la luce e l'atmosfera producevano sui colori. Si può osservare tutto ciò, ad esempio, nel quadro Jour d’Apres del 1883 e La colazione II (o La colazione della famiglia Wentzel) del 1885.

In seguito, tornato in patria, le scene della campagna norvegese divennero assai più frequenti, come in Vieux del 1888 e La Danse à Setesdal e rappresentano una nota di più schietto romanticismo dei suoi lavori, che finì poi per dominare le sue tele a partire dall'inizio degli anni 1890. Più tardi egli preferì ritrarre paesaggi innevati e scene rurali, sebbene nei suoi lavori precedenti egli non si fosse mai accostato a questi temi.
Nel 1908 Wentzel fu decorato con il titolo di Cavaliere di prima Classe dell'"Ordine Reale Norvegese di S. Olav".
Gustav Wentzel morì a Lillehammer all'età di 68 anni.

## Opere scelte
- 1881 - I fiskernaustet
- 1881 - Snekkersvennen
- 1882 - Frokost
- 1883 - Dagen derpå
- 1885 - Frokost II (Morgenstemning)
- 1887 - Dans i Setesdal (Søndagskveld)
- 1896 - En sjømanns siste ferd
- 1903 - Utvandrere

## Galleria d'immagini

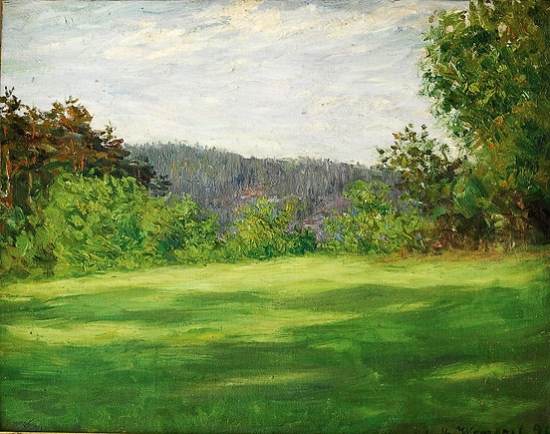
Un prato a Grænt (1890)
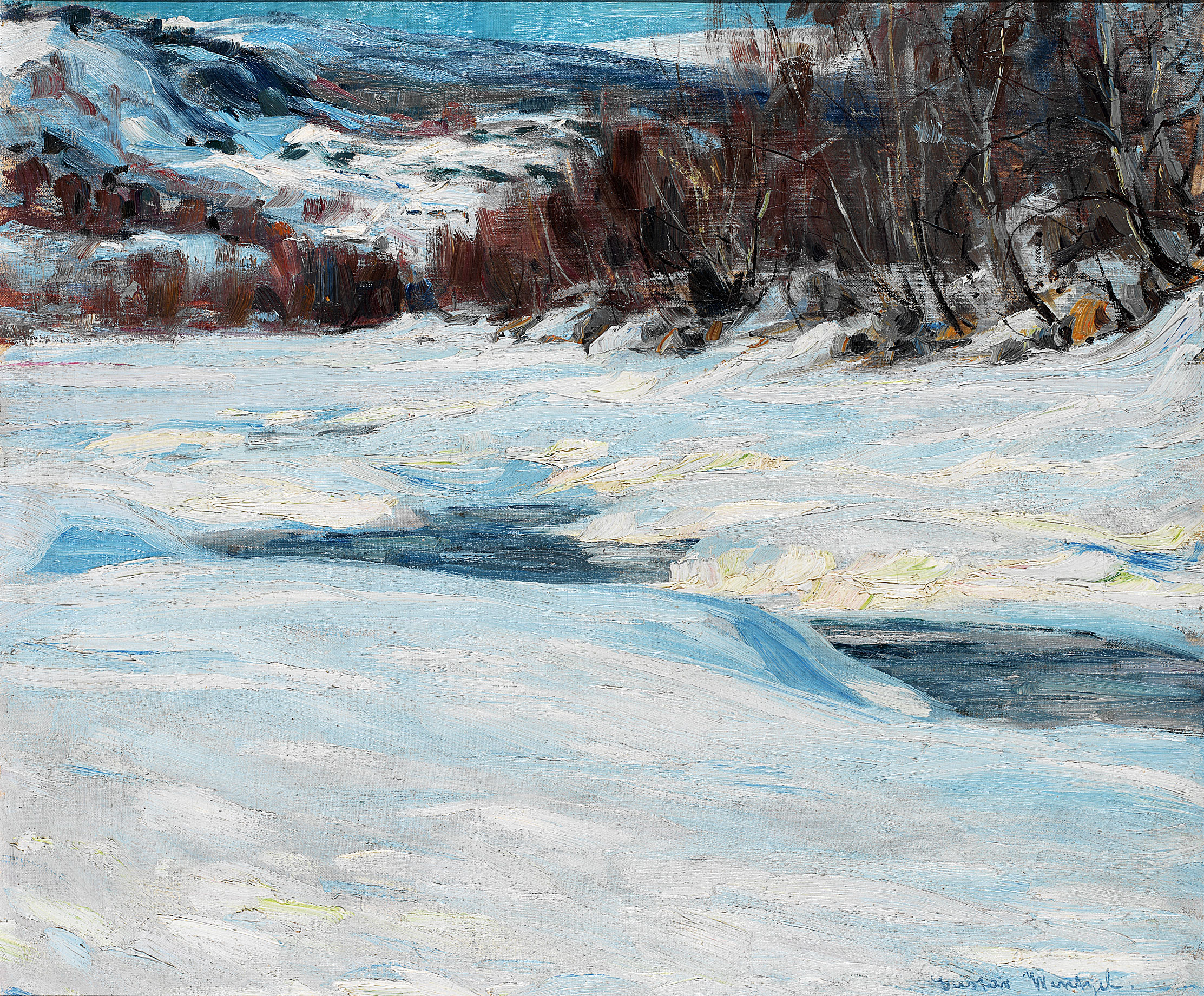
Paesaggio invernale
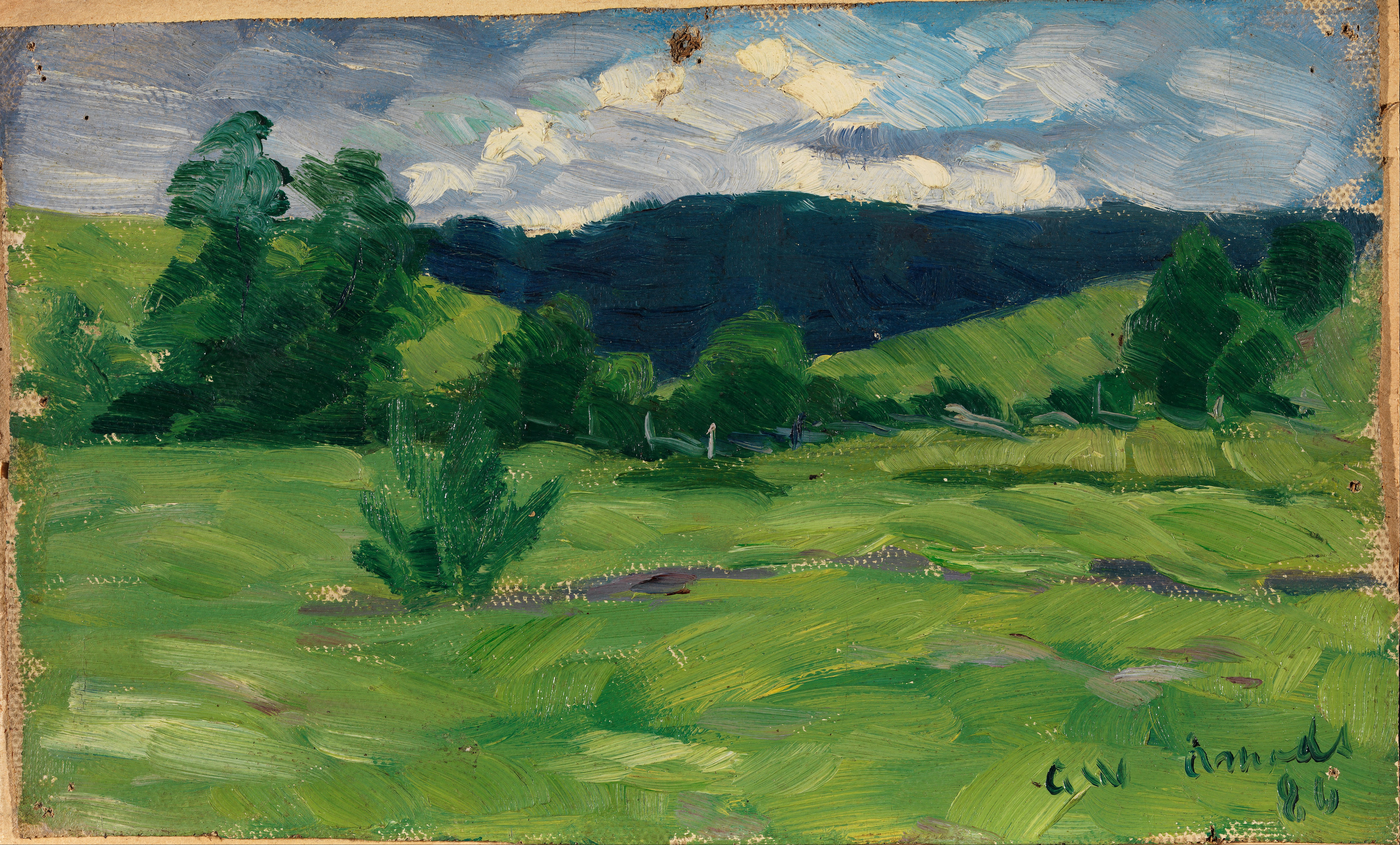
Estate (1884)
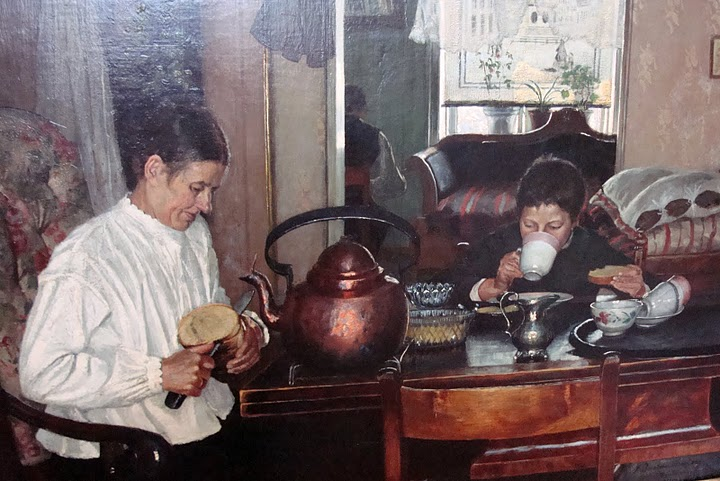
La colazione (1882)
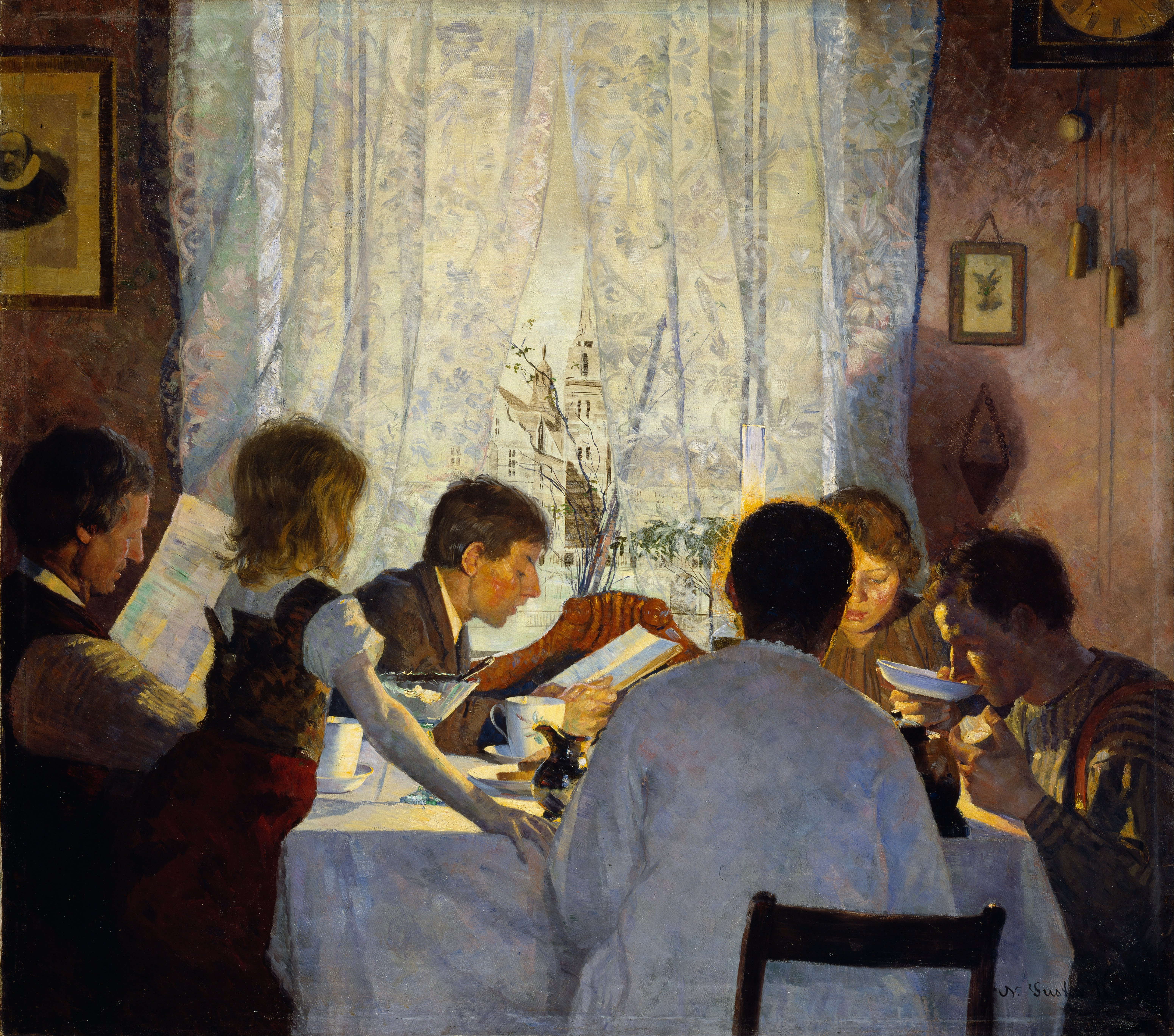
La colazione della famiglia Wentzel (1885)
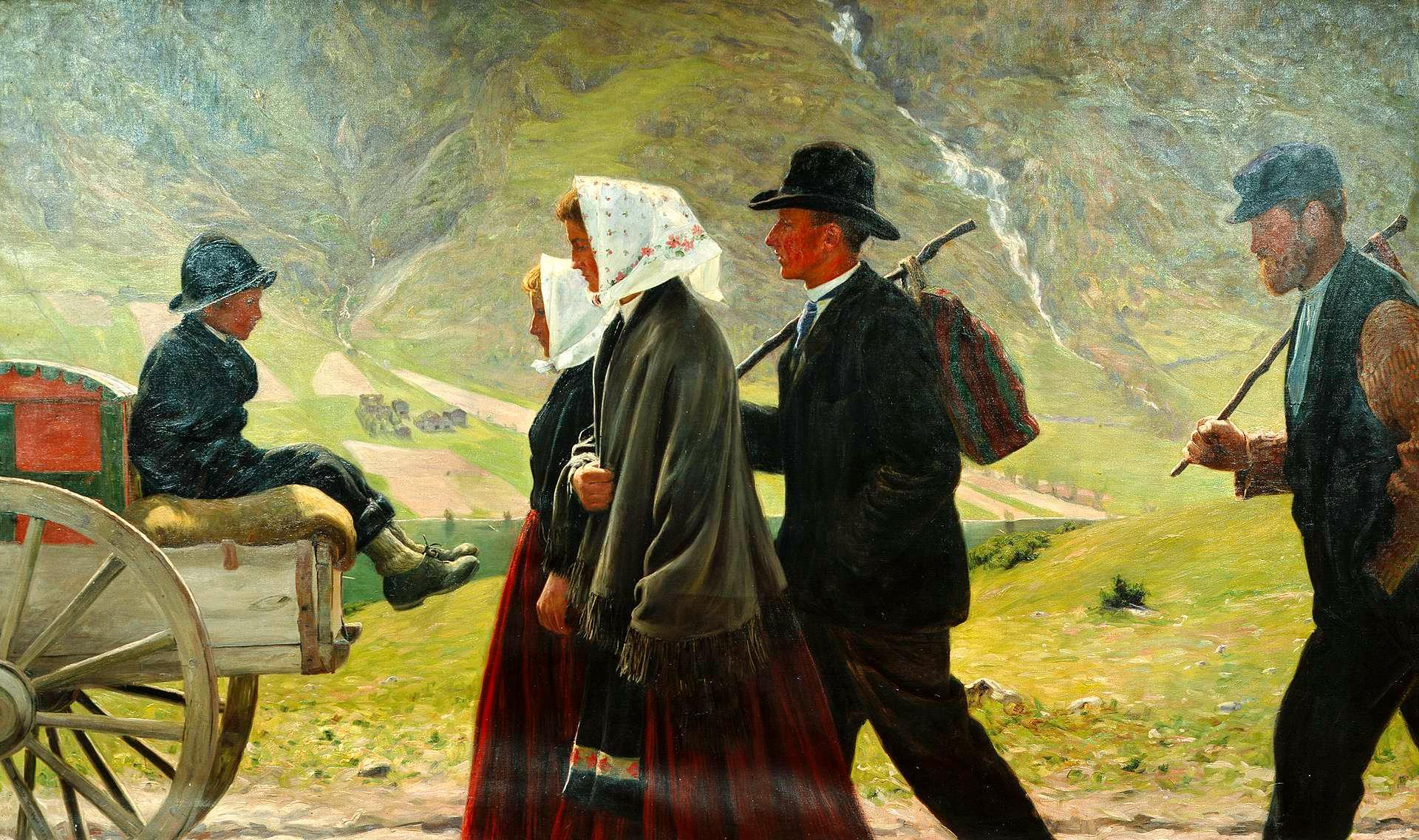
Emigranti (1902)